# Gertrude de Brunswick
Gertrude de Brunswick en allemand : Gertrud von Braunschweig, née aux environs de 1060  et morte le 9 décembre 1117, est comtesse de Katlenburg par son mariage avec Dietrich II, comte de Katlenburg, margravine de Frise par mariage avec Henri de Nordheim, margrave de Frise et margravine de Misnie par mariage avec le margrave Henri Ier de Misnie.
Elle est régente du comté de Katlenburg pendant la minorité de son fils Dietrich III de Katlenburg en 1085, puis régente du margrave de Frise pendant la minorité de son fils le comte Otto III de Northeim en 1090, et encore régente du comté de Northeim pendant la minorité de son fils Henri II de Misnie en 1103. Elle est également l'une des cheffes des insurrections contre les empereurs du Saint-Empire, Henri IV et son fils Henri V.

## Biographie
Gertrude de Brunschwig est née aux environs de 1060,. Dans l'arbre généalogique des Brunonides, elle est désignée comme Gertrude II et est aussi appelée Gertrude de Brunswick la jeune pour la distinguer de sa grand-mère Gertrude de Brunswick I ou la vieille.
Elle est la fille unique du margrave Egbert Ier de Misnie (décédé en 1068) et d'Immilla de Turin (en) (décédée en 1078), et donc membre de la dynastie brunonide,. Par son père, Gertrude de Brunswick est une arrière-petite-fille de Bruno Ier, comte de Brunswick et de Gisela de Souabe et lorsque cette dernière devient reine de Germanie  et impératrice consort, de 1024 à 1043, Gertrude de Brunswick se trouve étroitement liée à l'empereur Henri III et à l'empereur Henri IV,. Par sa mère, Gertrude de Brunswick est la nièce d'Adélaïde de Turin et cousine germaine de Berthe de Savoie, reine de Germanie et impératrice consort de 1066 à 1087.

### Katlenburg
Gertrud épouse le comte Dietrich II de Katlenburg ( - 1085),. En 1090, son frère aîné, le margrave Egbert II de Meissen, dernier des Brunonides mâles, meurt sans enfants. Elle hérite alors du siège ancestral de Brunswick en Saxe.
À la mort de son mari en 1085, elle devient régente pour leur fils Dietrich III.

### Frise
Vers 1086, Gertrude de Brunswick se remarie avec le comte de Northeim, Henri le Gros (d. 1101) qui est nommé margrave de Frise en 1099,. Leur fille Richenza de Northeim (d. 1142) épouse Lothaire de Süpplingenburg, duc de Saxe et futur empereur romain germanique. Après la mort d'Henri de Nordheim en 1101, Gertrude est à nouveau régente, cette fois pour son deuxième fils, le comte Otto III de Northeim.

### Meissen
Le troisième mari de Gertrude est Henri Ier ( -1103), margrave du margraviat de Misnie depuis 1089. Leur fils, Henri II est probablement né après sa mort en 1103, Gertude est régente pendant sa minorité.
Elle est une des cheffes des insurrections contre l'empereur Henri IV et son fils Henri V pour protéger les intérêts de ses fils. Henry II obtient plus tard l'autorité Wettin sur Meissen,.
Gertrude de Brunswick est aussi la fondatrice de l'abbaye bénédictine St Gilles de Brunswick en 1115.
Elle décède le 9 décembre 1117,.